# Pittsboro (Indiana)
Pittsboro é uma cidade  localizada no estado americano de Indiana, no Condado de Hendricks.

## Demografia
Segundo o censo americano de 2000, a sua população era de 1588 habitantes.
Em 2006, foi estimada uma população de 2386, um aumento de 798 (50.3%).

## Geografia
De acordo com o United States Census Bureau tem uma área de
4,0 km², dos quais 4,0 km² cobertos por terra e 0,0 km² cobertos por água.

## Localidades na vizinhança
O diagrama seguinte representa as localidades num raio de 16 km ao redor de Pittsboro.